# Шорт Стърлинг (бомбардировач)
Вижте пояснителната страница за други значения на Стърлинг.
„Шорт Стърлинг“ (на английски: Short Stirling) е първият британски четиримоторен тежък бомбардировач, приет на въоръжение в Кралските военновъздушни сили по време на Втората световна война.
Има относително кратка бойна кариера, тъй като е заменен от други тежки четиримоторници като „Халифакс“ и „Ланкастър“.